# Rhode Island College
Das Rhode Island College ist eine staatliche Hochschule in Providence im US-Bundesstaat Rhode Island. Das College wurde 1854 gegründet und ist somit auch die älteste der drei staatlichen Hochschulen in Rhode Island. Die anderen beiden sind die University of Rhode Island und das Community College of Rhode Island.

## Geschichte

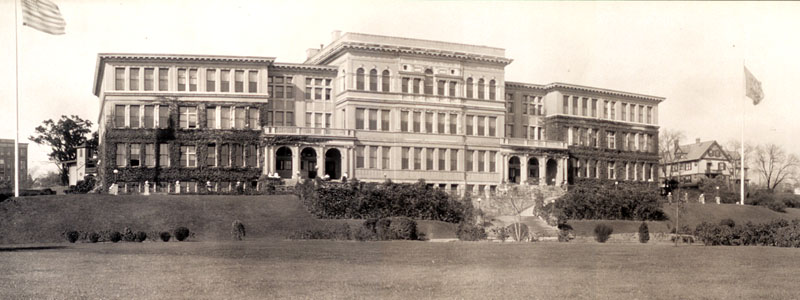
Gebäude der Rhode Island Normal School 1909

1854 wurde die Rhode Island State Normal School gegründet. Es war somit auch eine der ersten Normalschulen in den Vereinigten Staaten. Noch nicht ganz überzeugt vom Wert der Schule kürzte die Rhode Island General Assembly die finanzielle Unterstützung. Die Schule zog nach Bristol, wo sie bis 1865 weiterbestand und dann schließlich geschlossen wurde. Bereits 1869 begann jedoch der neue Bildungs-Beauftragte Thomas W. Bicknell eine persönliche Kampagne, um die Schule wiederzubeleben. Seine Bemühungen wurden 1871 belohnt und die Schule als Rhode Island Normal School wieder in Providence eröffnet.
1920 wurde die Hochschule in Rhode Island College of Education umbenannt und bot neu vierjährige Ausbildungen an, die mit dem Bachelor of Education abgeschlossen wurden.
1959 gab die Rhode Island Commission to Study Higher Education die Empfehlung, das College in eine allgemeine Hochschule zu entwickeln, was von der Legislative genehmigt wurde. Angesichts der Erweiterung der Bestimmung, wurde der Name der Hochschule erneut geändert und das College nahm seinen heutigen Namen an.

## Studium
Am Rhode Island College kann in 90 Undergraduate- und 30 Graduate-Fächern studiert werden. Die Hochschule ist von der New England Association of Schools and Colleges (NEASC) akkreditiert. Es sind fünf Fakultäten vorhanden:
- Feinstein School of Education and Human Development (FSEHD)
- Faculty of Arts and Sciences
- School of Management (SOM)
- School of Nursing
- School of Social Work

## Zahlen zu den Studierenden
Im Herbst 2020 waren 7.072 Studenten eingeschrieben. Davon strebten 5.998 (84,8 %) ihren ersten Studienabschluss an, sie waren also undergraduates. Davon waren 70 % weiblich und 30 % männlich. 1.074 arbeiteten auf einen weiteren Abschluss hin, sie waren postgraduates. 2009 waren es insgesamt etwa 9.000 Studierende gewesen.

## Bekannte Absolventen
- James Langevin (* 1964), Politiker und Mitglied im Repräsentantenhaus der Vereinigten Staaten
- Viola Davis (* 1965), Schauspielerin
- Annie Smith Peck (1850–1935), Bergsteigerin
- Hugh Leonard (1926–2009), Dramatiker und Journalist